# Atlantisch orkaanseizoen 1958
Het Atlantisch orkaanseizoen 1958 duurde van 1 juni 1958 tot 30 november 1958. Het seizoen 1958 was seizoen met boven gemiddelde activiteit, hetgeen vooral aan het grote aantal orkanen en majeure orkanen (orkanen van de derde categorie of meer) te danken was. Het aantal van 10 tropische stormen kwam precies overeen met het langjarige gemiddelde. Van de 10 tropische stormen promoveerden er zeven tot orkaan. Van de zeven orkanen groeiden er vijf uit tot majeure orkanen. Orkaan Cleo bereikte de vijfde categorie. Orkaan Ella speelde een kleine rol tijdens de Cubaanse Revolutie. Orkaan Ella en Orkaan Fifi worden genoemd in Jean Cormiers biografie van Che Guevara.

## Cyclonen

### Tropische storm Alma
Op 14 juni ontwikkelde een tropische depressie zich uit een tropische onweersstoring boven de Golf van Campeche. Deze trok pal naar het noordwesten en promoveerde de volgende dag tot tropische storm Alma. Alma bereikte haar hoogtepunt met windsnelheden van 85 km/uur, vlak voordat zij landde op 15 juni in het noorden van Tamaulipas. Alma loste pas op boven het westen van Texas. Alma eiste één mensenleven door verdrinking.

### Tropische storm Becky
Een tropische depressie vormde zich op 8 augustus voor de Afrikaanse kust uit een tropische onweersstoring. Doordat een rug van hoge druk een afbuigen naar het noorden verhinderde, koerste de tropische depressie bijna pal westwaarts. Op 11 augustus promoveerde de depressie tot tropische storm Becky. De volgende dag bereikte Becky haar hoogtepunt met windsnelheden van 100 km/uur, maar haar snelle gang naar het westen verhinderde verdere ontwikkeling. Becky boog naar het noordwesten af, voordat zij de Antillen bereikte en zij werd door een frontensysteem opgenomen. Op 16 augustus verloor zij haar tropische kenmerken.

### Orkaan Cleo
Op 11 augustus ontstond tropische storm Cleo direct uit een tropische onweersstoring ten zuiden van Kaapverdië, zonder het stadium van tropische depressie te doorlopen. Cleo trok naar het westen en promoveerde snel tot orkaan. Hiermee werd Cleo een Orkaan van het Kaapverdische type. Op 16 augustus bereikte Cleo haar hoogtepunt met windsnelheden van 255 km/uur, net boven de grens van de vijfde categorie. Tot dan toe koerste Cleo af op de Bovenwindse Eilanden, maar Cleo draaide nu naar het noorden en begon boven kouder water langzaam aan kracht in te boeten. Cleo draaide bij naar het noordoosten en oosten om op 20 augustus – nog altijd op orkaankracht – haar tropische kenmerken te verliezen. Cleo is een van de vier orkanen die de vijfde categorie bereikt hebben en waarvan de naam niet van de lijst is geschrapt. De andere drie waren Ethel in 1960, Edith in 1971 en Emily in 2005. Een latere orkaan Cleo in 1964 veroorzaakte wel dusdanige destructie, dat na dat seizoen de naam Cleo geschrapt werd.

### Orkaan Daisy
Op 24 augustus ontwikkelde zich tropische storm Daisy zich uit een sterke tropische onweersstoring. Daisy trok langzaam naar het noordwesten en werd de volgende dag een orkaan. Daisy draaide naar het noordoosten bij en liep parallel aan de Amerikaanse kust. Daisy bereikte de derde categorie, maar bleef te ver van de kust om schade aan te richten. Daisy verloor op 29 augustus haar tropische kenmerken ten zuiden van Nova Scotia.

### Orkaan Ella
Op 29 augustus inspecteerde een verkenningsvliegtuig een actieve tropische onweersstoring ten oosten van de Bovenwindse Eilanden, maar vond geen tekenen van cyclogenese. Toch was zij de volgende dag tot tropische storm Ella getransformeerd. Op 31 augustus werd Ella een orkaan, die nog steeds in kracht toenam. Op 1 september landde Ella in het zuidwesten van Haïti als orkaan van de tweede categorie, net op de drempel van categorie 3. Ella trok verder naar Cuba. Ella landde op haar hoogtepunt met windsnelheden van 185 km/uur (derde categorie) ten westen van Santiago de Cuba. Daarna liep Ella zich stuk op de Sierra Maestra en degradeerde boven Cuba tot tropische storm. Ella kwam weer boven zee voor de Cubaanse zuidkust en trok tussen Cuba en Isla de la Juventud door over Pinar del Río, de Golf van Mexico in. Ella werd echter nooit meer een orkaan en landde op 6 september in het zuiden van Texas. Ella verdronk 30 mensen op Haïti door overstromingen, 3 personen werden vermist. Op Cuba verdronken ten minste 8 mensen. Ella veroorzaakte enige honderdduizenden dollars schade in diverse landen. Ella speelde een rol in de Cubaanse Revolutie. Ella hield de regeringstroepen van president Fulgencio Batista y Zaldivar in hun kazernes, terwijl de rebellen van Fidel Castro onder dekking van het noodweer vorderingen konden maken.

### Orkaan Fifi
Op 4 september ontwikkelde zich een tropische depressie uit een tropische onweersstoring ten oosten van de Bovenwindse Eilanden. Deze trok naar het noordoosten en promoveerde op 5 september tot tropische storm Fifi en de dag daarop tot orkaan Fifi. Fifi bereikte haar hoogtepunt met windsnelheden van 135 km/uur. Ten noordwesten van Puerto Rico degradeerde Fifi tot tropische storm en draaide daarna bij naar het noordoosten en verzwakte verder. Fifi loste op op 12 september op 240 km ten zuidoosten van Bermuda. Fifi bleef tijdens haar bestaan boven zee en richtte geen schade aan. Jean Coumier beschrijft in de biografie van Che Guevara, hoe Che zijn analfabetische kameraden probeert te leren lezen en schrijven. Toen, nadat orkaan Ella Cuba had getroffen, er sprake was van Fifi, legde Che zijn mannen uit dat ook entiteiten als tropische cyclonen alfabetisch benoemd worden.

### Tropische storm Gerda
De naam Gerda werd op 14 september vergeven aan een tropische cycloon, die was voortgekomen uit een tropische onweersstoring, die het eerst op 11 september ten oosten van de Bovenwindse Eilanden was opgemerkt. Op 13 september suggereerde data van weerstations op de Bovenwindse Eilanden, dat er zich een tropische depressie had gevormd, met het centrum ten westen van Martinique. Een verkenningsvliegtuig kon dit echter niet bevestigen, het trof echter wel de volgende dag een volledige tropische storm aan, 120 km ten zuidwesten van Santo Domingo in de Dominicaanse Republiek met windsnelheden van 110 km/uur. Gerda landde de volgende dag op het eiland Hispaniola. Daarna degenereerde Gerda tot een tropische onweersstoring. Drie mensen verloren het leven ten gevolge van Gerda.

### Orkaan Helene
Op 21 september ontstond een tropische depressie uit een tropische onweersstoring ten oosten van de grote Antillen. Deze trok naar het westnoordwesten en won langzaam aan kracht. Op 23 september promoveerde de depressie tot de tropische storm Helene. Op 24 september werd Helene een orkaan ten noordoosten van de Bahama's. Helene trok naar de kust van South Carolina en North Carolina. Toen zij de kust naderde, draaide zij bij naar het noorden en noordoosten. Daardoor kwam zij niet aan land, maar trok parallel aan de kust naar het noordoosten. Het centrum van het oog van Helene kwam tot 15 km uit de kust van North Carolina op 28 september. Op dat moment had zij ook haar hoogtepunt bereikt als orkaan van de vierde categorie met windsnelheden van 248 km/uur, net onder de grens van de vijfde categorie. Daarna koerste zij snel naar het noordoosten en landde de volgende dag in Newfoundland als orkaan van de eerste categorie. Daarna verloor zij snel haar tropische kenmerken. Helene veroorzaakte $11.200.000,- schade aan de Amerikaanse oostkust, hoewel haar oog boven zee bleef.

### Orkaan Ilsa
Op 24 september ontstond uit een tropische onweersstoring een tropische depressie ten oosten van de Bovenwindse Eilanden, die een paar uur later promoveerde tot tropische storm Ilsa. Ilsa werd de volgende dag een orkaan en trok naar het westen. Ilsa kwam toen in de nabijheid van Helene en daardoor ontstond het Fujiwara-effect: als 2 draaikolken of vortices elkaar naderen, dan zullen zij elkaar aantrekken en – mits zij ongeveer van gelijke grootte zijn – om elkaar heen draaien. Is de ene vortex duidelijk groter, dan is deze dominant en zal de kleine vortex om de grote draaien, alvorens deze door de grotere vortex wordt opgenomen. Door Helene op de westflank van Ilsa, werd Ilsa naar het noorden geslingerd. Ilsa nam snel in kracht toe en bereikte net als Helene ook bijna de vijfde categorie met windsnelheden van 248 km/uur. Toen Ilsa nog noordelijker geraakte, zoog zij droge luchtmassa's aan, die haar gestaag verzwakten, totdat zij op 30 september oploste boven het noorden van de Atlantische Oceaan.

### Orkaan Janice
De tropische storm Janice ontwikkelde zich op 5 oktober ten zuiden van Cuba uit een sterke tropische onweersstoring. Janice wies aan met windsnelheden tot 85 km/uur en trok over Cuba naar het noordoosten, richting Bahama's. Op 7 oktober werd Janice een orkaan boven de Bahama's. Janice werd door een koufront naar het verder noordoosten getrokken en verloor op 12 oktober haar tropische kenmerken.

## Namen
De volgende namen werden gebruikt in het seizoen 1958. Er werden geen namen geschrapt.
| - Alma - Becky - Cleo - Daisy - Ella | - Fifi - Gerda - Helene - Ilsa - Janice |